# Bledius venus
Bledius venus är en skalbaggsart som beskrevs av Herman 1983. Bledius venus ingår i släktet Bledius och familjen kortvingar. Inga underarter finns listade i Catalogue of Life.